# Liste de sociétés botaniques
Du XVIIIe siècle au début du XXe siècle, de nombreuses sociétés ou cercles botaniques ont été fondés, ainsi que des sociétés d'histoire naturelle et d'étude de la flore et de la faune. Plusieurs de ces sociétés sont encore actives de nos jours.
| Nom de la société                                                                             | pays        | fondation      | disparition                                                                       |  |
| --------------------------------------------------------------------------------------------- | ----------- | -------------- | --------------------------------------------------------------------------------- |  |
| Société botanique allemande (Deutschen Botanischen Gesellschaft)                              | Allemagne   | 1882           |                                                                                   |  |
| Société botanique Regensburgische (Regensburgische Botanische Gesellschaft)                   | Allemagne   | 1790           |                                                                                   |  |
| Société zoologique et botanique d'Autriche (Zoologisch-Botanische Gesellschaft in Österreich) | Autriche    | 1851           | encore en activité                                                                |  |
| Société d'horticulture & de botanique de Huy                                                  | Belgique    | 1882 ?         |                                                                                   |  |
| Société d'horticulture et de botanique de Schaerbeek                                          | Belgique    | 1878 ?         |                                                                                   |  |
| Cercle des jeunes botanistes liégeois                                                         | Belgique    | 1872           | 1941 (devient Société botanique de Liège)                                         |  |
| Société botanique de Liège                                                                    | Belgique    | 1872           | encore en activité                                                                |  |
| Société provinciale d'horticulture et de botanique de la Flandre occidentale à Bruges         | Belgique    | 1561-1808-1860 |                                                                                   |  |
| Société royale d'agriculture et de botanique de Gand                                          | Belgique    | 1808           | encore en activité (Koninklijke Maatschappij voor Landbouw en Plantkunde te Gent) |  |
| Société royale d'agriculture et de botanique de Louvain                                       | Belgique    | 1821           |                                                                                   |  |
| Société royale de botanique de Belgique                                                       | Belgique    | 1862           | encore en activité                                                                |  |
| Cercle pratique d'horticulture et de botanique de l'arrondissement du Havre                   | France      | 1854           |                                                                                   |  |
| Société botanique de France                                                                   | France      | 1854           | encore en activité                                                                |  |
| Société botanique et géologique du Var et de la Corse                                         | France      | 1910           |                                                                                   |  |
| Société de botanique, de géologie et d'entomologie du Var et de la Corse                      | France      | 1926           | 1929 (devient Société de botanique, de géologie et d'entomologie du Var)          |  |
| Société de botanique, de géologie et d'entomologie du Var                                     | France      | 1930           |                                                                                   |  |
| Société d'horticulture et de botanique du centre de la Normandie                              | France      | 1867           |                                                                                   |  |
| Société botanique de Lyon                                                                     | France      | 1871           | 1922 (absorbée par Société linnéenne de Lyon)                                     |  |
| Société botanique des Deux-Sèvres                                                             | France      | 1888           | 1931 (devient Société botanique du Centre-Ouest)                                  |  |
| Société botanique du Centre-Ouest                                                             | France      | 1933           | encore en activité                                                                |  |
| Société de Botanique du Nord de la France                                                     | France      | 1947           | encore en activité                                                                |  |
| Société bretonne de botanique                                                                 | France      | 1906           | 1935 ?                                                                            |  |
| Société de botanique du Grand-Duché de Luxembourg                                             | Luxembourg  | 1874           | 1890 (devient Société des naturalistes luxembourgeois)                            |  |
| Herefordshire Botanical Society                                                               | Royaume-Uni | 1951           | encore en activité                                                                |  |
| Société botanique de Londres (Botanical Society of London)                                    | Royaume-Uni | 1836           | 1953 (devient Société botanique des Iles Britanniques)                            |  |
| Société botanique des Iles Britanniques (Botanical Society of the British Isles)              | Royaume-Uni | 1954           | encore en activité                                                                |  |
| Botanical Society of Edinburgh                                                                | Royaume-Uni | 1836           | 1990 (devient Botanical Society of Scotland)                                      |  |
| Botanical Society of Scotland                                                                 | Royaume-Uni | 1991           | encore en activité                                                                |  |
| Società Botanica Fiorentina                                                                   | Italie      | 1716           | encore en activité                                                                |  |
| Società Botanica Italiana                                                                     | Italie      | 1888           | encore en activité                                                                |  |
| Koninklijke Nederlandse Botanische Vereniging                                                 | Pays-Bas    | 1845           | encore en activité                                                                |  |
| Société Botanique de Pologne (Polskiego Towarzystwa Botanicznego )                            | Pologne     | 1923           | encore en activité                                                                |  |
| Sociedade broteriana                                                                          | Portugal    | 1880           |                                                                                   |  |
| Société botanique suisse                                                                      | Suisse      | 1889           | encore en activité                                                                |  |
| Societas Pro Fauna et Flora Fennica                                                           | Finlande    | 1821           | encore en activité                                                                |  |
| Société hallérienne de botanique                                                              | Suisse      | 1852           | 1856                                                                              |  |